# 安菲尔德球场
安菲爾德球场，位於英格蘭默西賽德郡利物浦市晏菲路區，是歐洲足球聯合會的四星級球場，也是利物浦足球俱樂部的主場。
晏菲路球場最初為同市愛華頓足球俱樂部的主場，及後在1892年球場擁有人收回，並成立了利物浦足球俱樂部。在1995年，英格蘭和瑞典的友誼賽便在晏菲路球場上演；1996年歐洲國家杯，晏菲路球場更成為其中一個重要比賽場地，上演分組賽跟半準決賽賽事。2001年，因國家隊主場溫布萊球場因重建關係，安菲爾德舉辦了世界盃外圍賽英格蘭對芬蘭的比賽，賽後英格蘭足總大大讚賞晏菲路球場當日的設施。
利物浦在2002年曾提议修建位于斯坦利公园的新球场，但2010年，芬威体育集团收购利物浦完毕后放棄興建新球場并将扩建安菲尔德球场。 主看台的扩建工程于2014年12月8日开工，并于两年后的9月9日向公众开放。扩建后的主看台成为欧洲最大的全座位单看台之一，将安菲尔德的容量增加到54074人。2024年完成的安菲尔德路看台重建工程更将体育场的容量增加到 61000 人以上。

## 球場歷史

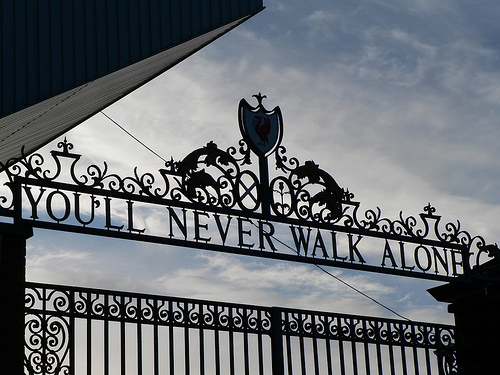
为纪念前领队比尔·香克利而树立的香克利门

在1882年，愛華頓在山顿饭店举行的一次会议中租下了普莱利路上的一座球场，但是两年后球场拥有者要求其离开。约翰·霍丁（一个利物浦的啤酒商）帮助球队从另一名啤酒商约翰·奥莱尔手中租下了位于安菲尔德路邻近斯坦利公园的一个场地。第一场比赛于1884年12月28日进行，愛華頓队以5比0战胜了厄尔城队。1885年，霍丁从奥莱尔手中买下了安菲尔德路的所有权，但球场周边的土地依然属于奥莱尔。
在八年中，霍丁为俱乐部注入资金，并改进了看台等设施。球场可容纳人数上升到了8000人，并且愛華頓在1888年成为了足球联盟的创始成员。霍丁进一步增加了其所有权，并坚持要求球队在比赛前后使用其旗下的饭店作为更衣室；他同时也提高了向俱乐部贷款的利率。许多俱乐部成员指责霍丁把俱乐部作为牟利的工具。
在1892年3月15日的会议上，霍丁和俱乐部的分歧到达顶点，俱乐部决定离开，一项建筑基金立即成立并筹到了1517英镑用以购买新球场。最终愛華頓以8000英镑买下了位于不到一英里以外的利物浦斯坦利公园北面的古迪遜公園球場。霍丁则决定成立一家新的足球俱乐部——利物浦足球俱乐部。
1892年9月1日，利物浦在晏菲路球场举行了第一场比赛，从此以后晏菲路球场一直是利物浦的主场。

## 球場看臺

安菲尔德球场四面看台的分佈图

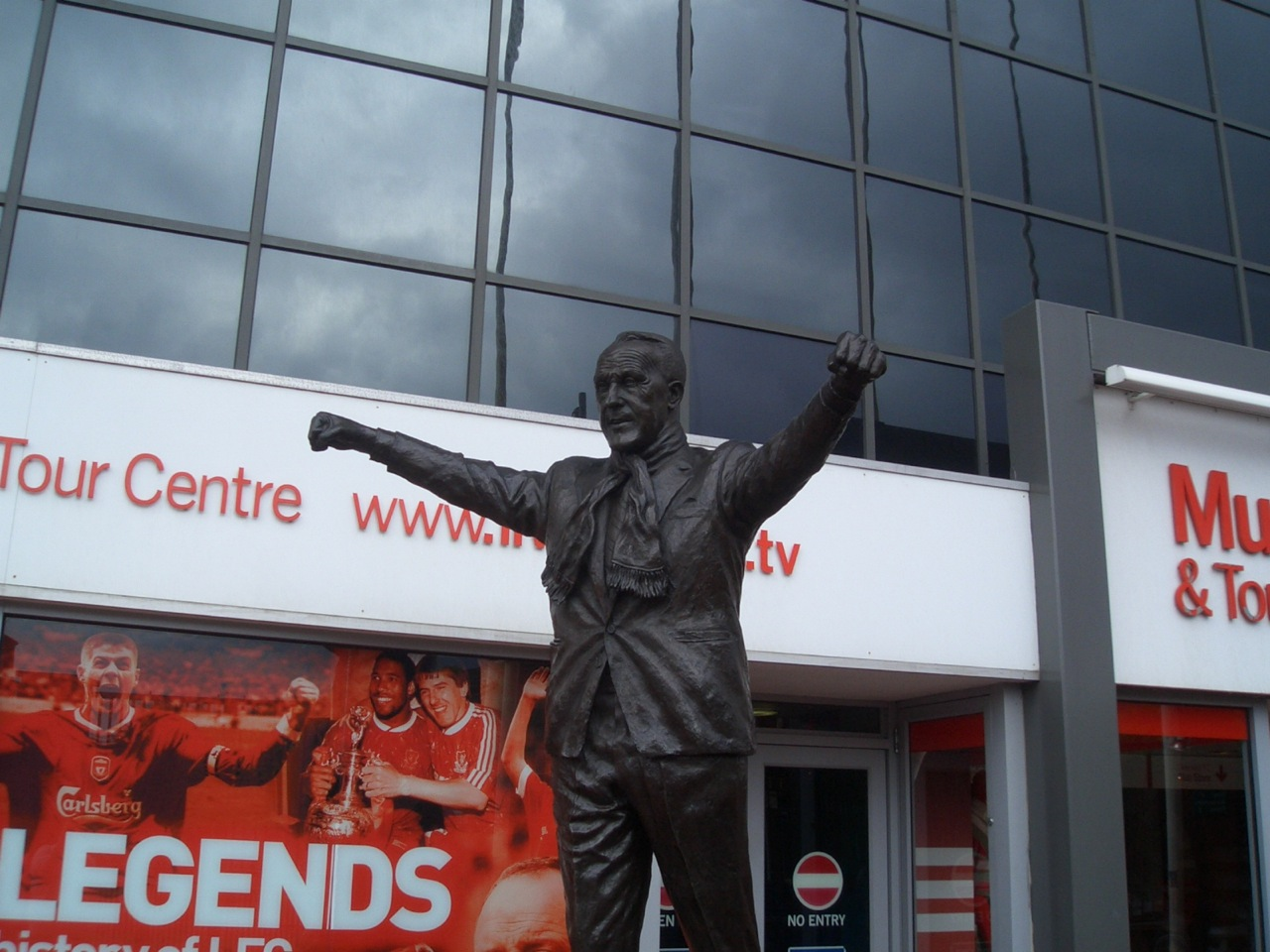
辛奇利像

晏菲路球場四面看臺分別為：
- 看臺（Kop 或 Spion Kop）：1906年，球會把「轉彎看臺」（Banked Stand）改名為「斯皮温山」以紀念當時有大量利物浦士兵死亡的第二次布爾戰爭（Spion Kop是第二次布尔战争其中一场战役的名字）[6]。该看台是球场容量最多的看台，可以容纳28000位观众，它亦是全球容量最大的单看台之一。高普看台在1989年希斯堡惨剧後因安全理由而缩小，最後在1994年转为全座位的看台，现时的容量是12,409人。

當利物浦第二次奪得聯賽冠軍之後，俱樂部決定重建主看臺，當時身兼《利物浦郵報》和《回聲報》體育編輯的厄奈斯特 愛德華（Ernest Edwards）提議將看臺命名為斯皮恩山（Spion Kop），以紀念在第二次布爾戰爭陣亡的利物浦士兵，英國在那次戰役中損失慘重（許多死傷者都是蘭開夏郡兵團的利物浦人）。1906年，利物浦和普雷斯頓將一邊的看臺命名為斯皮恩山，這個提議之後得到廣泛接納，很多其他球場也採用這個名稱，比如黑池足球俱樂部的(布隆菲尔德路球场)、伯明翰城的聖安德魯斯球場、錫周三的希爾斯堡球場，都選擇"Kop"作為他們球場一側的看臺名，儘管阿森納的曼諾球場是第一個將看臺以斯皮恩山命名的球場。
過去这个看台在容量最大时能容納30,000觀眾，是世界上最大的单层看台之一。当地人宣称当利物浦队朝这一端进攻时，在此看台上的球迷能“把球吸入球门”—在大多数情况下利物浦在下半场朝斯皮恩山进攻。1989年希斯堡慘劇后，看台容量由于安全措施而大大缩减，并于1994年完全改建为全坐席看台，但仍然是单层。目前的容量为12409人。
斯皮恩山一侧的巨型旗杆是最早的铁制船之一大東方號的主桅杆。当时俱乐部正需要旗杆，当这艘船在洛克渡口被拆解时，俱乐部决定买下它。
- 主看台（Main Stand）：在1973年重建，在2016年完成扩建，现在的容量是20,500人。
- 杜格利殊看台（Sir Kenny Dalglish Stand）：杜格利殊看台是一座雙層看台，在球会於1992年百周年纪念前称为「临科林路看台」。在重建时，临科林路的屋子被拆卸来扩建第二層看台[8]。2017年5月3日，利物浦宣佈將百周年看台（Centenary Stand）易名為「杜格利殊看台」以表揚杜格利殊作為球員及領隊時對紅軍的貢獻[9]
- 安菲尔德路看台（Anfield Road Stand）：於1998年重建，容量为9,074人，包括供作客球迷的区域。

## 球場的擴建
由于在现有边界外扩建安菲尔德球场存在困难（为扩建百年纪念看台而拆除了一整条街道），利物浦曾计划搬离这座球场。
早先曾有建议与同城对手埃弗顿共用斯坦利公园球场，但此建议在2005年被利物浦董事会否决。
在2000年12月公布的最初方案中，新球场将容纳7万个座席，将于2004年8月竣工。但一年半后，俱乐部董事会以7万座席的预算过于庞大为由而对方案进行了修改。如果迁址计划得到实施，利物浦将拆除安菲尔德球场现有的所有四座看台，但会将场地建成花园以作纪念，因为许多已去世的球迷将其骨灰撒在了安菲尔德这块场地上，包括希斯堡慘劇中的一些受害者。
2008年5月6日，利物浦公布利物浦市議會已接納球場新球場方案，預計2011-2012球季新球場可以落成使用，球場將可容納60000人。2008年6月23日，新球場工程正式動工。，但不久後興建工程因債務壓力已宣佈擱置，復工之日遙遙無期。
2012年10月15日，利物浦球隊總監伊恩·艾爾宣布俱樂部放棄興建新球場，目標將放在擴建安菲爾德的計畫上，預定將觀場座位增加到60,000左右，且不出售冠名權，並將以同屬芬威體育集團的美國職業棒球隊波士頓紅襪主場芬威球場翻修成功的例子做為模仿典範，預算估計為1.5億英鎊。

#### 第一階段：主看台擴建
2014年4月，利物浦足球會簽署了與利物浦市議會和「Your Housing Group」的法律協議，以重建安菲爾德周圍區域。這被看作是對球場翻新一個顯著的一步，而球場的重建費約為2.6億英鎊。2014年4月23日，利物浦足球會透露了主看台的擴建計劃，增加其容量8,250個座位，使球場的容量增至53,250。而在第二階段的晏菲路看台的座位將增加4,825個座位，這將使晏菲路球場的總容量增至58,000個。
2016年9月9日，主看台的擴建工程完成，工程共使用了180萬塊磚頭及超過5000萬噸鋼材，並使其成為歐洲足壇上最大的主看台之一，而球場的總容量增至54,074個。

#### 第二階段：安菲爾德看台擴建
安菲爾德重建的第二階段是重建安菲爾德看台。利物浦足球會在 2014 年獲得了重建的初步規劃許可，座位將增加 4,825 個，使安菲爾德的總容量達到 58,000 個。然而，在 2019 年 8 月，利物浦允許與 2014 年原始設計相關的規劃許可失效，確認他們打算為安菲爾德看台盡頭的重建提交“雄心勃勃的新計劃”，據信這將進一步增加容量，使安菲爾德的整體容量輕鬆超過 60,000 個。重建將集中在看台的上層，下層保持不變。建築工程將在現有看台後面完成，根據目前的計劃，將在 2022 年淡季連接到較低層。因此，在整個工程期間，安菲爾德的容量預計不會受到影響。
利物浦足球會在 2019 年下半年敲定計劃並諮詢當地居民、規劃官員和其他利益相關者，以期在 2020 年初提交新計劃以供批准。然而，鑑於2019新冠肺炎疫情大流行，計劃被迫延期。在2020 年 12 月，利物浦宣布他們將通過提交重建的最終規劃申請來推進該項目，並將第二階段重建的最初完成日期最早從 2022 年夏季推遲到 2023 年夏季。提交的計劃估計耗資 6,000 萬英鎊，並將在安菲爾德看台增加約 7,000 個座位，將球場容量增加到超過 61,000 個。

## 觀眾數量

### 記錄
截至2025年，安菲爾德球場觀眾數最多的活動為2024年6月13日由美國歌手泰勒·斯威夫特舉辦的時代巡迴演唱會，為62,000人。而比賽類活動的觀眾記錄為61,905人，在1952年2月2日於英格蘭足總杯第四輪對壘狼隊的比赛上創下。

### 平均觀眾數(英超)
- 1999-00賽季：45,852人
- 2000-01賽季：43,698人
- 2001-02賽季：43,389人
- 2002-03賽季：43,243人
- 2003-04賽季：42,706人
- 2004-05賽季：42,587人
- 2005-06賽季：44,236人
- 2006-07賽季：43,561人
- 2007-08賽季：43,532人
- 2008-09賽季：43,611人
- 2009-10賽季：42,864人
- 2010-11賽季：42,824人
- 2011-12賽季：44,253人
- 2012-13賽季：44,749人
- 2013-14賽季：44,671人
- 2014-15賽季：44,659人
- 2015-16賽季：43,910人
- 2016-17賽季：53,016人
- 2017-18賽季：53,049人
- 2018-19賽季：52,983人
- 2019-20賽季：41,955人
- 2020-21賽季：842人
- 2021-22賽季：53,027人
- 2022-23賽季：

## 國際比賽
晏菲路球場承辦了大量的國際性賽事，包括一些威爾士隊名義上的主場比賽。球場也是1996年歐洲足球錦標賽承辦球場之一，共有4場比賽在此舉行。晏菲路球場最近舉行的一次國際足球賽事是2006年3月1日英格蘭和烏拉圭的比賽，最終英格蘭2-1取得勝利。
| 日期           | 主隊   | 比分 | 客隊     | 備註                                                    |
| -------------- | ------ | ---- | -------- | ------------------------------------------------------- |
| 1889年3月2日   | 英格蘭 | 6-1  | 北愛爾蘭 | 英國本土四角錦標賽                                      |
| 1905年3月27日  | 英格蘭 | 3-1  | 威爾士   | 英國本土四角錦標賽                                      |
| 1922年3月13日  | 英格蘭 | 1-0  | 威爾士   | 英國本土四角錦標賽                                      |
| 1926年10月20日 | 英格蘭 | 3-3  | 北愛爾蘭 | 英國本土四角錦標賽                                      |
| 1931年11月11日 | 英格蘭 | 3‒1  | 威爾士   | 英國本土四角錦標賽                                      |
| 1944年9月16日  | 英格蘭 | 2‒2  | 威爾士   | 戰時友誼賽                                              |
| 1959年9月23日  | 英格蘭 | 0-1  | 匈牙利   | U-23國際賽事                                            |
| 1963年11月27日 | 英格蘭 | 4-1  | 西德     | U-23國際賽事                                            |
| 1977年10月12日 | 威爾士 | 0-2  | 蘇格蘭   | 世界盃 外圍賽                                           |
| 1981年2月25日  | 英格蘭 | 1-0  | 意大利   | U-21國際賽事                                            |
| 1994年11月13日 | 英格蘭 | 2-0  | 意大利   | 國際B級賽事                                             |
| 1995年12月13日 | 愛爾蘭 | 0-2  | 荷蘭     | 歐洲足球錦標賽 外圍賽附加賽                             |
| 1996年6月11日  | 意大利 | 2-1  | 俄羅斯   | 歐洲足球錦標賽 C組                                      |
| 1996年6月14日  | 捷克   | 2-1  | 意大利   | 歐洲足球錦標賽 C組                                      |
| 1996年6月19日  | 俄羅斯 | 3-3  | 捷克     | 歐洲足球錦標賽 C組                                      |
| 1996年6月22日  | 法國   | 0-0  | 荷蘭     | 歐洲足球錦標賽 四分之一決賽 (加時賽; 法國點球 5-4 獲勝) |
| 1998年9月5日   | 威爾士 | 0-2  | 意大利   | 歐洲足球錦標賽 C組                                      |
| 1999年6月10日  | 威爾士 | 0-2  | 丹麥     | 歐洲足球錦標賽 外圍賽                                   |
| 2001年3月24日  | 英格蘭 | 2-1  | 芬蘭     | 世界盃 資格賽                                           |
| 2002年4月17日  | 英格蘭 | 4-0  | 巴拉圭   | 國際友誼賽                                              |
| 2006年3月1日   |  英格蘭       | 2-1  | 烏拉圭   | 國際友誼賽                                              |

## 外部連結
- My Anfield - Collection of fans' memories
- Anfield at Google Maps
- Fan Photos from Anfield （页面存档备份，存于）